# 奈略
奈略（挪威語：Nærøy，挪威語發音：[ˈnæ̂ːrœʏ]）是挪威已撤銷的市镇，曾位於北特倫德拉格郡。該市镇存在於1838年至2020年間。